# Leandro Sosa Otermin
Luis Leandro Sosa Otermín (Montevideo, 18 de marzo de 1991) es un futbolista uruguayo que juega como lateral izquierdo. Actualmente milita en el Danubio F.C.

## Trayectoria
Debutó como profesional el 10 de setiembre de 2011, ingresó debido a una lesión de Washington Tais, enfrentó a Nacional y empataron 1 a 1.

## Estadísticas
Actualizado al 17 de diciembre de 2016.

| Danubio · Uruguay | 1ª            | 2011/12       | 6  | 0 | 0 | 0 | 0  | 0 | 6  | 0 |
| Danubio · Uruguay | 1ª            | 2012/13       | 9  | 0 | 0 | 0 | 0  | 0 | 9  | 0 |
| Danubio · Uruguay | 1ª            | 2013/14       | 12 | 2 | 0 | 0 | 0  | 0 | 12 | 2 |
| Danubio · Uruguay | 1ª            | 2014/15       | 20 | 1 | 0 | 0 | 8  | 1 | 28 | 2 |
| Danubio · Uruguay | 1ª            | 2015/16       | 22 | 2 | 0 | 0 | 2  | 0 | 24 | 2 |
| Danubio · Uruguay | Total club    | Total club    | 69 | 5 | 0 | 0 | 10 | 1 | 79 | 6 |
| Aldosivi Argentina | 1ª            | 2016          | 11 | 0 | 0 | 0 | 0  | 0 | 11 | 0 |
| Aldosivi Argentina | Total club    | Total club    | 17 | 0 | 0 | 0 | 0  | 0 | 17 | 0 |
| Total carrera | Total carrera | Total carrera | 80 | 5 | 0 | 0 | 10 | 1 | 90 | 6 |
| (1)Incluidos los datos del desempate por el Campeonato Uruguayo (2013-14) (2)Incluidos los datos de la Copa Sudamericana (2014) y Copa Libertadores (2015) |               |               |    |   |   |   |    |   |    |   |

## Palmarés

### Títulos nacionales
| Competición         | Equipo        | País    | Año     |
| ------------------- | ------------- | ------- | ------- |
| Torneo Apertura     | Danubio F. C. | Uruguay | 2013    |
| Campeonato Uruguayo | Danubio F. C. | Uruguay | 2013-14 |

### Títulos amistosos
| Competición    | Club          | País    | Año  |
| -------------- | ------------- | ------- | ---- |
| Copa Suat      | Danubio F. C. | Uruguay | 2014 |
| Copa Multident | Danubio F .C. | Perú    | 2014 |

### Distinciones individuales
| Distinción                                                                     | Año  |
| ------------------------------------------------------------------------------ | ---- |
| Mejor jugador de la etapa del Campeonato Uruguayo de Fútbol 2014-15 - Fecha 10 | 2015 |